# Shaka Hislop
Shaka Hislop (Londres, Inglaterra, 22 de febrero de 1969) es un futbolista retirado nacionalizado trinitense que jugaba como portero. Desarrolló casi toda su carrera en Inglaterra y se retiró en el FC Dallas de la Major League Soccer.

## Biografía
A pesar de haber nacido en Inglaterra, es hijo de padres trinitenses y vivió durante la mayor parte de su infancia en dicho país. Comenzó jugando en el fútbol universitario de los Estados Unidos en la Universidad de Howard a la vez que estudiaba ingeniería mecánica.
En 1992, regresó a su país natal para jugar profesionalmente en el Reading donde disputó tres temporadas convirtiéndose en uno de los favoritos de la hinchada que incluso lo votó como mejor arquero de la historia del club en una encuesta posterior. Con el equipo inglés ascendió desde la tercera división inglesa al Football League Championship y estuvo cerca de ascender a la FA Premier League en 1995. Ese mismo año, fue vendido al Newcastle United en £1.575.000.
A pesar de que comenzó siendo titular en el Newcastle, pronto tuvo que afrontar la lucha por el puesto con Pavel Srníček, Shay Given y Steve Harper. Dadas sus pocas posibilidades, se fue libre al West Ham United para la temporada 1998-99.
En el West Ham fue titular hasta una lesión en febrero de 2000 que lo alejó de las canchas y lo relegó del equipo titular. Para la temporada 2001-02 volvió a quedar libre y fue contratado por el Portsmouth donde dirigía su anterior entrenador en West Ham, Harry Redknapp. Con su nuevo club ganó la Football League First Division ascendiendo de esta manera a la Premier League y se mantuvo como titular hasta que la explosión de Jamie Ashdown y la incorporación del internacional griego Kostas Chalkias lo relegaron nuevamente.
El 29 de julio de 2005 regresó al West Ham donde se disputó el puesto con Roy Carroll. El 5 de julio de 2006 se incorporó al FC Dallas de la Major League Soccer. Se retiró en agosto de 2007 luego de padecer una lesión en su espalda que lo hizo perder la titularidad.

## Selección nacional
Hislop jugó un partido con la Selección de fútbol de Inglaterra en su categoría Sub-21. Sin embargo, luego optó representar a la Selección de fútbol de Trinidad y Tobago con la cual consiguió la histórica clasificación a la Copa Mundial de Fútbol de 2006 derrotando en el repechaje a Baréin.
El 10 de junio de 2006, Trinidad y Tobago debutó en la Copa del Mundo ante Suecia logrando un meritorio empate ante un seleccionado claramente superior en la previa. Hislop, que en un principio iba a ser suplente de Kelvin Jack, fue elegido hombre del partido gracias a su sobresaliente actuación. El arquero también jugó en la ajustada derrota contra Inglaterra y fue suplente de Jack en el último partido ante Paraguay.

### Participaciones en Copas del Mundo
| Mundial                        | Sede     | Resultado    |
| ------------------------------ | -------- | ------------ |
| Copa Mundial de Fútbol de 2006 | Alemania | Primera fase |

## Clubes
| Club             | País           | Año         |
| ---------------- | -------------- | ----------- |
| Reading FC       | Inglaterra     | 1992 - 1995 |
| Newcastle United | Inglaterra     | 1995 - 1998 |
| West Ham United  | Inglaterra     | 1998 - 2002 |
| Portsmouth FC    | Inglaterra     | 2002 - 2005 |
| FC Dallas        | Estados Unidos | 2006 - 2007 |